# A J Hurt
Amelia Josephine Hurt detta A J (Truckee, 5 dicembre 2000) è una sciatrice alpina statunitense.

## Biografia
Attiva in gare FIS dall'agosto del 2016, in Nor-Am Cup A J Hurt ha debuttato l'11 dicembre 2016 a Panorama in supergigante (21ª) e ha conquistato il primo podio il 21 novembre 2017, vincendo lo slalom gigante disputato a Copper Mountain. Ha debuttato in Coppa del Mondo il 21 dicembre successivo nello slalom gigante di Killington, nel quale non è riuscita a portare a termine la prima manche; ai Mondiali juniores di Val di Fassa 2019 ha conquistato la medaglia d'argento nella gara a squadre.
Ai Mondiali di Cortina d'Ampezzo 2021, sua prima presenza iridata, si è piazzata 29ª nel supergigante, 6ª nella gara a squadre, non ha completato slalom gigante, slalom speciale e combinata e non si è qualificata per la finale nello slalom parallelo; ai successivi Mondiali juniores di Bansko 2021 ha conquistato la medaglia di bronzo nello slalom speciale e ai XXIV Giochi olimpici invernali di Pechino 2022, suo esordio olimpico, si è piazzata 34ª nello slalom speciale e non ha completato lo slalom gigante. Il 7 gennaio 2024 ha conquistato a Kranjska Gora in slalom speciale il primo podio in Coppa del Mondo (3ª). Ai Mondiali di Saalbach-Hinterglemm 2025 è stata 13ª nello slalom gigante, 19ª nello slalom speciale e 16ª nella combinata a squadre.

## Palmarès

### Mondiali juniores
- 2 medagliale:
  - 1 argento (gara a squadre a Val di Fassa 2019)
  - 1 bronzo (slalom speciale a Bansko 2021)

### Coppa del Mondo
- Miglior piazzamento in classifica generale: 32ª nel 2024
- 2 podi (1 in slalom gigante, 1 in slalom speciale):
  - 2 terzi posti

### Nor-Am Cup
- Miglior piazzamento in classifica generale: 2ª nel 2019
- Vincitrice della classifica di discesa libera nel 2019
- Vincitrice della classifica di combinata nel 2019
- 27 podi:
  - 11 vittorie
  - 7 secondi posti
  - 9 terzi posti

#### Nor-Am Cup - vittorie
| Data             | Località           | Paese       | Specialità |
| ---------------- | ------------------ | ----------- | ---------- |
| 21 novembre 2017 | Copper Mountain    | Stati Uniti | GS         |
| 16 dicembre 2017 | Panorama           | Canada      | SG         |
| 5 dicembre 2018  | Lake Louise        | Canada      | DH         |
| 6 dicembre 2018  | Lake Louise        | Canada      | DH         |
| 7 dicembre 2018  | Lake Louise        | Canada      | SG         |
| 11 dicembre 2018 | Panorama           | Canada      | KB         |
| 11 dicembre 2018 | Panorama           | Canada      | SG         |
| 4 febbraio 2020  | Georgian Peaks     | Canada      | GS         |
| 12 febbraio 2020 | Whiteface Mountain | Stati Uniti | GS         |
| 15 dicembre 2023 | Mont-Tremblant     | Canada      | SL         |
| 16 dicembre 2023 | Mont-Tremblant     | Canada      | SL         |

Legenda:

DH = discesa libera

SG = supergigante

GS = slalom gigante

SL = slalom speciale

KB = combinata

### Australia New Zealand Cup
- Vincitrice dell'Australia New Zealand Cup nel 2024
- Vincitrice della classifica di slalom gigante nel 2024
- 3 podi: 
  - 2 vittorie
  - 1 terzo posto

#### Australia New Zealand Cup - vittorie
| Data           | Località     | Paese         | Specialità |
| -------------- | ------------ | ------------- | ---------- |
| 28 agosto 2023 | Coronet Peak | Nuova Zelanda | GS         |
| 31 agosto 2023 | Coronet Peak | Nuova Zelanda | SL         |

Legenda:

GS = slalom gigante

SL = slalom speciale

### Campionati statunitensi
- 10 medaglie
  - 4 ori (slalom gigante nel 2018; combinata nel 2018; slalom speciale nel 2020; slalom speciale nel 2025)
  - 5 argenti (supergigante nel 2018; discesa libera nel 2020; discesa libera nel 2021; slalom gigante nel 2022; slalom gigante nel 2025)
  - 1 bronzo (slalom speciale nel 2022)